# Остин, Рэй
Рэй Остин (англ. Ray Austin); род. 31 октября 1970, Кливленд, Огайо, США) — американский боксёр-профессионал, выступающий в супертяжёлой весовой категории.

## Профессиональная карьера
Дебютировал в марте 1998 года. В 1-м же бою проиграл малоизвестному боксёру, Чарльзу Хетчеру, по очкам.
Выиграл следующие 14 боёв, и 2 ноября 2000 года проиграл по очкам Гарольду сконьеру в 6-ираундовом бою.
20 июля 2001 года проиграл нокаутом в 9-м раунде шведу Аттиле Левину.
В апреле 2002 года Рэй Остин встретился с Лэнсом Уитакером. Бой закончился вничью.
В 2003 году свёл вничью бой с Зури Лоуренса, и в тяжёлом бою, спорным решением победил джорнимена Седрика Филдса.
В апреле 2005 года Остин вышел на ринг против Ларри Дональда. Это бой также закончился вничью.

### 3 сентября2005Оуэн Бек—Рэй Остин
- Место проведения:  Ганд Арена, Кливленд, Огайо, США
- Результат: Победа Остин раздельным решением в 12-раундовом бою
- Статус: Отборочный бой за позицию № 2 в рейтинге IBF в супертяжёлом весе
- Рефери: Фрэнк Гарса
- Счет судей: Том Миллер (113—115 Остин), Майкл Анкона (111—117 Остин), Джон Пэриш (115—113 Бек)
- Вес: Бек 108,20 кг; Остин 110,90 кг
- Трансляция: Showtime
- Счёт неофициальных судей: Брэди Крайтзер (95-95), Грег Леон (96-95 Бек), Джон Максе (95-95) — все оценки после 10-го раунда

В сентябре 2005 года состоялся бой за позицию № 2 в рейтинге IBF в супертяжёлом весе между Рэем Остином и Оуэном Беком. Изначально с Беком должен был встречаться Сергей Ляхович, но белорус незадолго до боя получил травму. За неделю до поединка была найдена замена в лице Рэя Остина. В конце 11-го раунда Остин встречным левым хуком попал в челюсть Беку. Следующим правым хуком он промахнулся. Бек, шатаясь, упал на канаты в районе угла, однако не счел это нокдауном. Остин принялся его добивать. Бек выбрался из угла. Остин выбросил левый крюк, но промахнулся и сам по инерции провернулся вокруг оси. Затем Остин зажал в другом углу Бека и принялся его бомбить ударами. Бек смог продержаться до гонга. По окончании боя мнения судей разделились. При оглашении оценки в пользу Бека зал недовольно загудел. Победителем был объявлен Остин.

### 28 июня2006Султан Ибрагимов—Рэй Остин
- Место проведения:  Семиноле Хард Рок Хотел энд Касино, Голливуд, Флорида, США
- Результат: Ничья раздельным решением в 12-раундовом бою
- Статус: Отборочный бой за титул IBF в супертяжелом весе
- Рефери: Томми Киммонс
- Счет судей: Питер Трематерра (115—111 Ибрагимов), Билл Рей (113—113), Том Миллер (112—114 Остин)
- Вес: Ибрагимов 105,10 кг; Остин 111,40 кг
- Трансляция: ESPN2
- Счёт неофициального судьи: Тэдди Атлас (114—114)

В июле 2006 года элиминатор по версии IBF между Рэем Остином и Султаном Ибрагимовым. Бой был очень равным. Остин побывал в нокдауне в 4-м раунде, а Ибрагимов в 10-м. Бой имел слабый интерес, поэтому транслировался каналом ESPN, специализирующемся на показе второстепенных боев.
Так как Остин был в рейтинге выше Ибрагимова, а также потому что он участвовал во 2-м подряд элиминаторе, то шанс встретиться с чемпионом Владимиром Кличко предоставили ему. Ибрагимов же получил шанс встретиться с чемпионом по версии WBO.

### 10 марта2007Владимир Кличко—Рэй Остин
- Место проведения:  САП-Арена, Маннгейм, Баден-Вюртемберг, Германия
- Результат: Победа Кличко нокаутом во 2-м раунде в 12-раундовом бою
- Статус: Чемпионский бой за титул МБФ (IBF) в супертяжёлом весе (2-я защита Кличко); чемпионский бой за титул МБО (IBO) в супертяжёлом весе (2-я защита Кличко)
- Рефери: Эдди Коттон
- Время: 1:23
- Вес: Кличко 111,80 кг; Остин 112,00 кг
- Трансляция: HBO

В марте 2007 года обязательный претендент Рэй Остин встретился с чемпионом мира в супертяжёлом весе по версии МБФ (IBF) Владимиром Кличко. Остин не оказал достойного сопротивления. В середине 2-го раунда Кличко левым хуков попал в голову Остина. Остин прижался к канатам. Кличко сразу же выбросил ещё несколько левых хуков в то же место. Американец упал. Остин на счет 10 находился в полусогнутом состоянии, и рефери остановил бой.

### 2008—2009
После поражения от Владимира Кличко Остин встретился с Домиником Дженкинсом, и победил его по очкам. 7 ноября 2008 года Рэй нокаутировал известного поляка, Анджея Голоту. В феврале 2009 года Остин победил по очкам Джулиса Лонга, и элиминаторе IBF победил нокаутом Дэваррила Уильямсона.

### 17 декабря2010Рэй Остин —Одланьер Солис
- Место проведения:  Медисон-сквер-гарден, Нью-Йорк, США
- Результат: Победа Солиса дисквалификацией Остина в 10-м раунде в 12-раундовом бою
- Статус: элиминатор по версии WBC в супертяжёлом весе
- Рефери: Томми Киммонс
- Вес: Остин:108.7, Солис:117.9

Кубинец сразу определил приоритеты в ринге, и действовал первым номером, но бой не был зрелищным первые раунды. Небольшая вспышка Солиса в третьем, и до пятого раунда, без особых ярких атак. В пятом Раунде кубиниц провёл длинную и яркую серию, после которой американец чудом выстоял, и после этого от резкого, не особо выразительного левого хука, рухнул на канвас. Остин встал на счёт 8 и продержался до конца раунда. Уставший Остин к 10-му раунду, из-за всех сил пытаясь что-то противопоставить, начал вязаться к Солису. После очередной атаки кубинца Остин снова рухнул на канвас, но так же сумел подняться. В конце 10-го раунда после атаки Одланьера американец прижал его к канатам, и завалился на кубинца, и только благодаря рефери оба не рухнули за предел ринга. Американец не реагировал на замечание рефери, за что в середине раунда было снято с него одно очко, а к концу после потасовки у канатов, дисквалификация. Одланьер Солис уверенно победил.

### 25 июня2011Рэй Остин —Бермейн Стиверн
- Место проведения:  Фемили Арена, Саинт Чарльз, Миссури, США
- Результат: Победа Стиверна техническим нокаутом в 10 раунде, 12-ираундового боя.
- Статус: Элиминатор WBC, вакантный серебряный титул WBC, в супертяжёлом весе
- Рефери:  Майк Ингланд
- Вес: Стиверн 116,20 кг; Остин 112,70 кг

Бой проходил плавно, с преимуществом Остина. К 10-му раунду Стиверн выиграл в общей сложности только 2-й, 7-й и 8-й раунды. Остальные были на стороне американца. Стиверн действовал менее активно, выматывая соперника. В начале 10-го раунда Стиверн сделал очень быструю и мощную атаку, провёл обманный резкий левый хук, после которого Остин попятился назад, Стиверн быстро наступил, провёл левый хук, от которого Рэй Остин пошатнулся и наклонился, и мощным правым хуком ударил в верхнюю часть левого виска Остина, отправив тут же американца на канвас. Остин встал на счёт 9, но рефери, глядя в глаза американцу, остановил поединок. Остин не согласился с решением.